# Großhabersdorf
Großhabersdorf è un comune tedesco di 4 261 abitanti, situato nel land della Baviera.

## Amministrazione

### Gemellaggi
Großhabersdorf è gemellata con le seguenti città:
- Aixe-sur-Vienne, dal 1982
- Święciechowa, dal 1994